# Darío Grandinetti
Darío Grandinetti (Rosario, 5 de març de 1959) és un actor argentí. És reconegut pels seus nombrosos rols en televisió, teatre i cinema, on va participar en films de directors com Alejandro Doria, Pedro Almodóvar i Damián Szifrón.

## Biografia
Va néixer a la ciutat de Rosario, a la Província de Santa Fe. El seu pare treballava a la Junta Nacional de Granos (al carrer Mendoza i Sarmiento). Quan Darío va tenir 17 anys es van mudar amb la seva família a la petita ciutat de las Rosas, on van viure només un any i van retornar a Rosario. En Rosario va jugar en els equips inferiors del club de futbol Newells Old Boys. Va ingressar a treballar a la Junta Nacional de Granos com a auxiliar i va començar a estudiar teatre. Per raons de treball es va traslladar a Buenos Aires.

## Carrera
En 1980 va debutar en una sèrie de televisió, Donde pueda quererte. Va sorgir com a actor televisiu. En 1984 va debutar en cinema amb el film Darse cuenta. La seva filmografia és predominantment argentina o de coproduccions amb altres països. El seu primer film de producció estrangera va ser El día que murió el silencio (en 1998), del director italià nacionalitzat bolivià Paolo Agazzi. En 2001 va rebre el Premi Konex (Diploma al Mèrit) com un dels cinc millors actors de cinema dels anys noranta a l'Argentina. Ha treballat en molts films i sèries televisives espanyoles. Va treballar sota la direcció de l'espanyol Pedro Almodóvar en la pel·lícula guanyadora de l'Oscar al millor guió original Hable con ella. Va interpretar la part del periodista argentí Marco Zuluaga, amic de Benigno. En 2012 va rebre el Premio Emmy Internacional com a millor actor per la seva participació en el cicle televisiu Televisión por la inclusión.

## Vida privada
L'any 1989 va formalitzar la seva relació amb l'artista catalana Eulalia Lombarte Llorca, amb qui va tenir als seus primers dos fills, María Eulalia i Juan. La parella va acabar la seva relació l'any 1992, amb molta polèmica en el mitjà que va incloure una batalla legal per la tinença dels nens, que va acabar afavorint a l'actor. A l'octubre de 1993, va conèixer a la ex-model i actriu argentina Marisa Mondino, amb qui es va casar l'any 1995 i va tenir dues filles més: Lucía (nascuda en 1996, però morta en 1997 per hidrocefàlia) i Laura. La parella va finalitzar la seva relació l'any 2006. Finalment, després de diversos rumors que els vinculaven, l'any 2016 Grandinetti va oficialitzar el seu romanç amb l'actriu espanyola Pastora Vega, ex-parella de l'actor espanyol Imanol Arias.

## Filmografia
| Cinema | Cinema                                        | Cinema                      | Cinema                 | Cinema                                |
| Any    | Títol                                         | Personatge                  | País                   | Director                              |
| ------ | --------------------------------------------- | --------------------------- | ---------------------- | ------------------------------------- |
| 1984   | Darse cuenta                                  | Juan                        | Argentina              | Alejandro Doria                       |
| 1985   | Esperando la carroza                          | Cacho                       | Argentina              | Alejandro Doria                       |
| 1985   | La búsqueda                                   | El Mudo                     | Argentina              | Juan Carlos Desanzo                   |
| 1986   | Expreso a la emboscada                        | Soldado Gaitán              | Argentina-França       | Gilles Béhat                          |
| 1986   | Seguridad personal                            |                             | Argentina              | Aníbal Di Salvo                       |
| 1988   | Las puertitas del señor López                 |                             | Argentina              | Alberto Fischerman                    |
| 1990   | Cien veces no debo                            | Jorge                       | Argentina              | Alejandro Doria                       |
| 1990   | La pandilla aventurera                        | Marinero                    | Argentina              | Miguel Torrado                        |
| 1992   | El lado oscuro del corazón                    | Oliverio                    | Argentina-Canadà       | Eliseo Subiela                        |
| 1994   | La balada de Donna Helena                     | Ladrón de autos             | Argentina              | Fito Páez                             |
| 1995   | Las cosas del querer: Segunda parte           | Tullio                      | Argentina-Espanya      | Jaime Chávarri                        |
| 1995   | No te mueras sin decirme adónde vas           | Leopoldo                    | Argentina              | Eliseo Subiela                        |
| 1996   | El dedo en la llaga                           | Tolosa                      | Argentina-Espanya      | Alberto Lecchi                        |
| 1996   | Despabílate amor                              | Ernesto                     | Argentina              | Eliseo Subiela                        |
| 1997   | Sus ojos se cerraron y el mundo sigue andando | Carlos Gardel/Renzo Franchi | Argentina-Espanya      | Jaime Chávarri                        |
| 1997   | La casa de Tourneur                           |                             | Argentina              | Jorge Caterbona                       |
| 1998   | El día que murió el silencio                  | Abelardo                    | Bolívia                | Paolo Agazzi                          |
| 1999   | El amateur                                    | Funcionari municipal        | Argentina              | Juan Bautista Stagnaro                |
| 1999   | Operación Fangio                              | Juan Manuel Fangio          | Argentina-Espanya-Cuba | Alberto Lecchi                        |
| 2001   | El lado oscuro del corazón 2                  | Oliverio                    | Argentina-Espanya      | Eliseo Subiela                        |
| 2002   | Hable con ella                                | Marco Zuluaga               | Espanya                | Pedro Almodóvar                       |
| 2003   | Ilusión de movimiento                         | Rafael                      | Argentina              | Héctor Molina                         |
| 2003   | Tiempo de tormenta                            | Oscar                       | Espanya                | Pedro Olea                            |
| 2003   | Palabras encadenadas                          | Ramón Díaz                  | Espanya                | Laura Mañá                            |
| 2003   | El juego de Arcibel                           | Arcibel Alegría             | Argentina              | Alberto Lecchi                        |
| 2003   | Ciudad del Sol                                | Luis                        | Argentina              | Carlos Galettini                      |
| 2004   | El año del diluvio                            | Aixelá                      | Espanya                | Jaime Chávarri                        |
| 2004   | Próxima salida                                | Carlos Velmar               | Argentina              | Nicolás Tuozzo                        |
| 2005   | Segundo asalto                                | Vidal                       | Argentina              | Daniel Cebrián                        |
| 2005   | El buen destino                               |                             | Argentina              | Leonor Benedetto                      |
| 2007   | La carta esférica                             |                             | Espanya                | Imanol Uribe                          |
| 2007   | ¿De quién es el portaligas?                   | Norman                      | Argentina              | Fito Páez                             |
| 2007   | El frasco                                     | Pérez                       | Argentina              | Alberto Lecchi                        |
| 2007   | Quiéreme                                      | Pancho                      | Argentina-Espanya      | Beda Docampo Feijóo                   |
| 2007   | La peli                                       | Diego                       | Argentina-Uruguai      | Gustavo Postiglione                   |
| 2008   | Horizontal/Vertical                           | Policía                     | Argentina              | Nicolás Tuozzo                        |
| 2009   | Haroldo Conti, homo viator                    | Haroldo Conti               | Argentina              | Miguel Mato                           |
| 2009   | Días de mayo                                  | Padre de Laura              | Argentina              | Gustavo Postiglione                   |
| 2010   | Carne de neón                                 | Chino                       | Argentina-Espanya      | Paco Cabezas                          |
| 2013   | Matrimonio                                    | Esteban                     | Argentina              | Carlos María Jaureguialzo             |
| 2014   | Inevitable                                    | Fabián                      | Argentina-Espanya      | Jorge Algora                          |
| 2014   | Relatos salvajes                              | Salgado                     | Argentina-Espanya      | Damián Szifron                        |
| 2015   | Francisco                                     | Jorge Bergoglio             | Argentina-Espanya      | Beda Docampo Feijóo                   |
| 2016   | Julieta                                       | Lorenzo Gentile             | Espanya                | Pedro Almodóvar                       |
| 2016   | Horas                                         |                             | Argentina              |                                       |
| 2018   | La reina del miedo                            |                             | Argentina-Dinamarca    | Valeria Bertuccelli Fabiana Tiscornia |
| 2018   | Rojo                                          | Claudio Morán               | Argentina              | Benjamín Naishtat                     |

### Televisió
| Programes | Programes                                      | Programes                  | Programes           |
| Any       | Títol                                          | Personatge                 | Canal               |
| --------- | ---------------------------------------------- | -------------------------- | ------------------- |
| 1980      | Bianca                                         |                            | ATC                 |
| 1980      | Donde pueda quererte                           |                            | Canal 11            |
| 1980      | Señorita Andrea                                | Roque                      | ATC                 |
| 1981      | El ciclo de Guillermo Bredeston y Nora Cárpena | Varis                      | Canal 9             |
| 1985      | Coraje mamá                                    | Máximo                     | Canal 9             |
| 1986      | Querido salvaje                                |                            | Canal 11            |
| 1987      | Ficciones                                      |                            | ATC                 |
| 1990      | Primera función                                | Yepetto                    | TVE                 |
| 1990      | Atreverse                                      | Antonio                    | Telefé              |
| 1992      | El oro y el barro                              | Profesor                   | Canal 9             |
| 1993      | Apasionada                                     | Patricio Velasco           | El Trece i Televisa |
| 1993      | Zona de riesgo                                 | Gerente                    | El Trece            |
| 1994      | Los machos                                     |                            | El Trece            |
| 1998      | Los fiscales                                   | Ignacio Castillo           | Telefé              |
| 1999      | La Argentina de Tato                           |                            | El Trece            |
| 1999      | Chiquititas 99                                 | Juan Mazza                 | Telefé              |
| 2000-2002 | Tiempo final                                   | Varios                     | Telefé              |
| 2006      | Algo habrán hecho por la historia argentina    | Domingo Faustino Sarmiento | Telefé              |
| 2008      | Historia del petróleo argentino                | Presentador                | Encuentro           |
| 2011      | Tiempo de pensar                               | Gustavo                    | TV Pública          |
| 2011      | Televisión por la inclusión                    | Mario                      | Canal 9             |
| 2013      | Santos & Pecadores                             | Detective Fausto Cánovas   | Canal 9             |
| 2014      | En terapia                                     | Carlos                     | TV Pública          |
| 2015-2016 | La casa del mar                                | Inspector Jorge Pelazas    | OnDirecTV           |
| 2018      | El lobista                                     | Elián                      | El Trece            |
| 2019      | Hierro                                         | Díaz                       | Movistar+           |

## Teatre
| 1976      | Equus                               |
| 1981      | El violinista sobre el tejado       |
| 1982      | Hijos del silencio                  |
| 1982-1983 | Camino negro                        |
| 1984      | Papi                                |
| 1985      | Feliz año viejo                     |
| 1986      | La jaula de las locas               |
| 1986-1987 | Los dueños del silencio             |
| 1987-1990 | Yepetto                             |
| 1993      | Errare humanun est                  |
| 1995      | Los lobos                           |
| 1996-1998 | Los mosqueteros del rey             |
| 1998-1999 | Ya nadie recuerda a Federico Chopin |
| 2000      | El cartero                          |
| 2000      | Maratón dantesca                    |
| 2003      | Juana de Arco en la hoguera         |
| 2004      | Teatro por la identidad             |
| 2006-2007 | Ella en mi cabeza                   |
| 2008-2010 | Baraka                              |
| 2011-2012 | Mineros                             |
| 2013      | Una relación pornográfica           |
| 2014      | Personitas                          |
| 2014      | Novecento                           |